# Canscora diffusa
Canscora diffusa là một loài thực vật có hoa trong họ Long đởm. Loài này được (Vahl) R.Br. ex Roem. & Schult. mô tả khoa học đầu tiên năm 1818.